# Pentodontoschema caper
Pentodontoschema caper är en skalbaggsart som beskrevs av Heinrich Bernward Prell 1936. Pentodontoschema caper ingår i släktet Pentodontoschema och familjen Dynastidae. Inga underarter finns listade i Catalogue of Life.